# 本娥·奇特拉
本娥·奇特拉（简称：BCL，1983年3月22日—）是一位印尼知名女歌手及演員。出生於印尼雅加達。名字意為“具有永恆形象的花”。於2008年11月8日與馬來西亞演員Ashraf Sinclair結婚，婚後共同出演了同一部電影《薩烏斯卡倉》。於2010年9月中旬生下一個兒子。